# عكوك (اسم)
عكوك هو اسم علم مذكر من أصل عربي، ومعناه هو الرجل القصير القامة الملزز المتقدر الخلق.

## وصلات خارجية
- موسوعة السلطان قابوس لأسماء العرب نسخة محفوظة 5 أبريل 2019 على موقع واي باك مشين.